# St. Thomas und St. Stephan
Die katholische Kirche St. Thomas und St. Stephan ist die Pfarrkirche von Seebruck (Gemeinde Seeon-Seebruck) im oberbayerischen Landkreis Traunstein. Sie gehört heute zum Pfarrverband Seeon.

## Geschichte

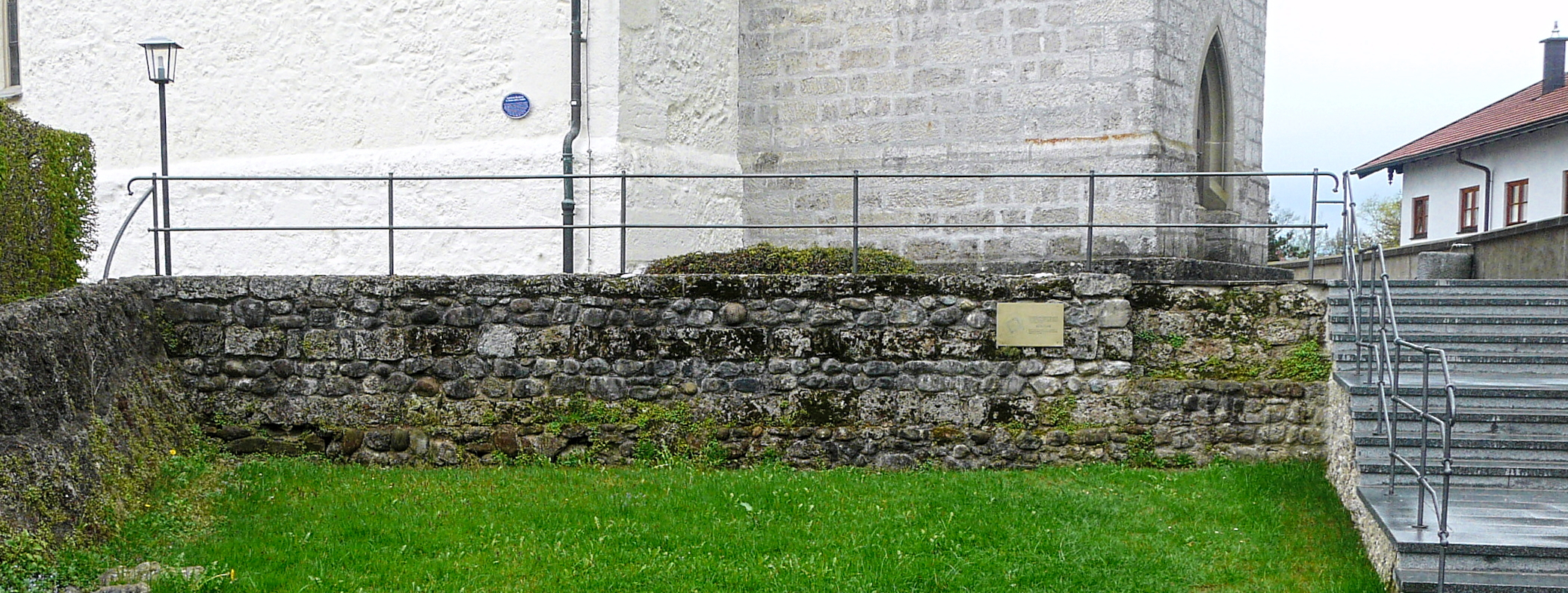
Rekonstruktion der Mauer des spätrömischen Kastell BEDAIUM im Nordwesten der Pfarrkirche St. Thomas und Stephan

Am Ende des 3. oder 4. Jahrhunderts sicherte an der Stelle der heutigen Kirche ein römisches Kastell den Ort und die Brücke über die Alz am Ausfluss aus dem Chiemsee. Die heutige Kirche ist spätgotisch von 1474 bis 1477. Der Bau stammt vom Meister Jörg aus Schnaitsee, eine Urkunde über den Neubau der Kirche ist erhalten. Die Kirche gehörte wie der ganze Ort, bis zur Säkularisation 1803 zum Kloster Frauenchiemsee und war Filialkirche der Pfarrei St. Peter zu Gstadt am Chiemsee. Nach 1803 wurde Seebruck zur (k.b.) Pfarrei erhoben. Der Turm stammt von 1842–47.
Bei der Turmrestaurierung wurde 1843 festgestellt, dass die Kirche zum größten Teil aus Steinen des römischen Kastells, auf dessen Grundmauern sie errichtet wurde, erbaut wurde. Ein Teil der Grundmauern wurde außen im Nordwesten der Kirche freigelegt und ist zu besichtigen.

## Beschreibung

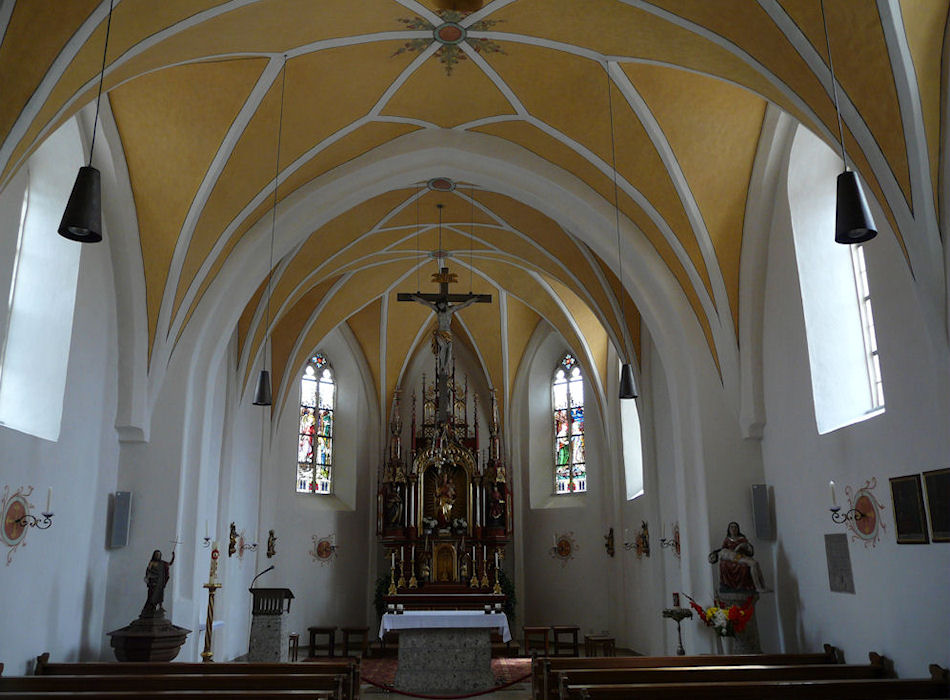
Altar

- Nagelfluh und Rollsteine, Backsteingewölbe.
- Wenig eingezogener kurzer Altarraum mit 5/8 Schluss, im Langhaus 3 Joche. Netzgewölbe. Westturm.
- Gotische Türbeschläge
- 2 antike Altarfragmente[2]
- Altar im gotischen Stil mit Madonna im Strahlenkranz und dem Apostel Thomas (links) und dem Heiligen Stephanus (rechts)
- Orgel von Anton Staller, erbaut 1982 mit 13 Registern auf zwei Manualen und Pedal.[3]